# أصول مشكلة فلسطين وتطورها
أصول مشكلة فلسطين وتطورها هي دراسة أعدتها شعبة الأمم المتحدة لحقوق الفلسطينيين بتوجيه من اللجنة المعنية بممارسة الشعب الفلسطيني لحقوقه غير القابلة للتصرف، على النحو المقترح في 2 كانون الأول / ديسمبر 1977 بموجب قرار الجمعية العامة 32 / 40.

## أهداف
يتطلب قرار الجمعية العامة للأمم المتحدة المؤرخ 2 ديسمبر 1977 إنشاء هيئة من أجل:
(أ) القيام، بتوجيه من اللجنة المعنية بممارسة الشعب الفلسطيني لحقوقه غير القابلة للتصرف، بإعداد دراسات ومنشورات تتعلق بما يلي:
(1) حقوق الشعب الفلسطيني غير القابلة للتصرف؛
(2) قرارات الجمعية العامة ذات الصلة وغيرها من أجهزة الأمم المتحدة؛
(3) أنشطة اللجنة وأجهزة الأمم المتحدة الأخرى من أجل تعزيز إعمال تلك الحقوق؛
(ب) الترويج لأقصى قدر من الدعاية لهذه الدراسات والمنشورات بجميع الوسائل المناسبة؛
(ج) أن تنظم، بالتشاور مع اللجنة، ابتداء من عام 1978، الاحتفال السنوي بيوم 29 تشرين الثاني / نوفمبر باعتباره اليوم الدولي للتضامن مع الشعب الفلسطيني.

بعد ذلك اقترحت اللجنة المبادئ التالية:
يجب أن تضع الدراسة المشكلة في منظورها التاريخي والتأكيد على الهوية الوطنية وحقوق الشعب الفلسطيني. يجب أن تستعرض مسار المشكلة خلال فترة انتداب عصبة الأمم وتوضح كيف ظهرت قبل الأمم المتحدة. كما ينبغي أن يغطي فترة مشاركة الأمم المتحدة في المشكلة.

## الدراسة
نُشرت الدراسة في خمسة أجزاء حتى الآن، تغطي الفترة من 1917 إلى 2000، ونشرت في أوقات مختلفة.
- الجزء الأول (1978)، ويغطي الفترة من 1917 إلى 1947؛
- الجزء الثاني (1979)، ويغطي 1947 إلى 1977؛
- الجزء الثالث (1984)، ويغطي 1978 إلى 1983؛
- الجزء الرابع (1990)، ويغطي 1984 إلى 1988؛
- الجزء الخامس (2014)، ويغطي 1989 - 2000.

## الإصدارات عبر الإنترنت
- الأمم المتحدة

## وصلات خارجية
- أصول مشكلة فلسطين وتطورها، الجزء الخامس (١٩٨٩–٢٠٠٠)